# Nassi-Shneiderman-Diagramm
Ein Nassi-Shneiderman-Diagramm ist ein Diagrammtyp zur Darstellung von Programmentwürfen im Rahmen der Methode der strukturierten Programmierung. Es wurde 1972/1973 von Isaac Nassi und Ben Shneiderman entwickelt und ist in der DIN-Norm 66261 festgelegt.
Da Nassi-Shneiderman-Diagramme Programmstrukturen und Kontrollstrukturen darstellen, werden sie auch als Struktogramme bezeichnet.

## Verwendung
Die Strukturierte Programmierung zerlegt das Gesamtproblem, das man mit dem gewünschten Algorithmus lösen will, in immer kleinere Teilprobleme – bis schließlich nur noch elementare Grundstrukturen wie Sequenzen und Kontrollstrukturen zur Lösung des Problems übrig bleiben. Diese können dann durch ein Nassi-Shneiderman-Diagramm visualisiert werden. Die Vorgehensweise entspricht der sogenannten Top-down-Programmierung, in der zunächst ein Gesamtkonzept entwickelt wird, das dann durch eine Verfeinerung der Strukturen des Gesamtkonzeptes aufgelöst wird.
Böhm und Jacopini haben 1966 nachgewiesen, dass sich jeder beliebige Algorithmus ohne unbedingte Sprunganweisung (GOTO) formulieren lässt. Für Nassi-Shneiderman-Diagramme lassen sich trivial die Kontrollstrukturen moderner Programmiersprachen finden; für Programmablaufpläne kann dies wesentlich schwieriger sein.

## Sinnbilder nach Nassi-Shneiderman
Die meisten der nachfolgenden Strukturblöcke können ineinander geschachtelt werden. Das aus den unterschiedlichen Strukturblöcken zusammengesetzte Struktogramm ist im Ganzen rechteckig, also genauso breit wie sein breitester Strukturblock.

### Process Symbol
| Anweisung | Jede Anweisung wird in einen rechteckigen Strukturblock geschrieben. Die Strukturblöcke werden nacheinander von oben nach unten durchlaufen. Leere Strukturblöcke sind nur in Verzweigungen zulässig. Alternative Begriffe: Folge, Befehlsfolge, Anweisungsfolge, Anweisungsblock, Linearer Ablauf, Sequenz. |

### Decision Symbol
Alternative Begriffe: Verzweigung, Alternative, Selektion.

#### Ein möglicher Block
| Einfache Auswahl | Nur wenn die Bedingung zutreffend (wahr) ist, wird der Anweisungsblock 1 durchlaufen (if). Ein Anweisungsblock kann aus einer oder mehreren Anweisungen bestehen. Trifft die Bedingung nicht zu (falsch), wird der Durchlauf ohne eine weitere Anweisung fortgeführt (Austritt unten). Alternative Begriffe: Bedingte Verarbeitung, Einfache Auswahl/Selektion, Einfache Verzweigung. |

#### Zwei mögliche Blöcke
| Zweifache Auswahl | Wenn die Bedingung zutreffend (wahr) ist, wird der Anweisungsblock 1 durchlaufen; trifft die Bedingung nicht zu (falsch), wird der Anweisungsblock 2 durchlaufen (if then else). Ein Anweisungsblock kann aus einer oder mehreren Anweisungen bestehen. Austritt unten nach Abarbeitung des jeweiligen Anweisungsblocks. Alternative Begriffe: Einfache Alternative, Zweifache Auswahl, Alternative Verzweigung/Verarbeitung. |

#### Beispiel für Verschachtelung
| Mehrfachauswahl | Es folgt eine weitere Bedingung. Die Verschachtelung ist ebenso im Nein-Fall noch möglich. |

#### Case-Statement
|  | Der Wert von „Variable“ kann bedingt auf Gleichheit (Switch Case in Java) aber auch auf Bereiche (größer/kleiner bei Zahlen) geprüft werden. Der entsprechend zutreffende „Fall“ mit dem zugehörigen Anweisungsblock wird durchlaufen (switch, select). Eine Fallauswahl kann stets in eine verschachtelte Auswahl umgewandelt werden – etwa wenn die später eingesetzte Programmiersprache Fallauswahlen nicht kennt. Alternative Begriffe: Mehrfache Alternative, Fallauswahl, Mehrfachauswahl, Case, Select. |

### Schleifen

#### Iteration Symbol
| Zählergesteuerte Schleife | Wiederholungsstruktur, bei der die Anzahl der Durchläufe festgelegt ist (for). Als Bedingung muss eine Zählvariable angegeben und mit einem Startwert initialisiert werden. Ebenso muss ein Endwert und die (Zähl-)Schrittweite angegeben werden. Nach jedem Durchlauf des Schleifenkörpers (Anweisungsblock 1) wird die Zählvariable um die Schrittweite inkrementiert (bzw. bei negativer Schrittweite dekrementiert) und mit dem Endwert verglichen. Ist der Endwert überschritten bzw. unterschritten, wird die Schleife verlassen. Alternative Begriffe: Zählergesteuerte Schleife. |

#### Begin-End Symbol
|  | Hier handelt es sich um Schleifen, wie man sie in PL/I und ALGOL findet. Sie zeichnen sich durch zwei Bedingungen aus. Alternative Begriffe: Wiederholung mit Bedingungsprüfung, prüfende Schleife. |

#### Sonderfall: End=true
| Abweisende (kopfgesteuerte) Schleife | Wiederholungsstruktur mit vorausgehender Bedingungsprüfung (while). Schleifenanweisung: (while) Abbruchanweisung: automatisch, wenn vorausgehende Bedingungsprüfung der geprüften Expression = falsch Der Schleifenkörper (Anweisungsblock 1) wird nur durchlaufen, wenn (und solange) die Bedingung zutreffend (wahr) ist. Diese Symbolik wird auch für die Zählschleife (Anzahl der Durchläufe bekannt) benutzt. Alternative Begriffe: Wiederholung mit vorausgehender Bedingungsprüfung, Abweisende/vorprüfende/kopfgesteuerte Schleife. |
|                                      | |

#### Sonderfall: Begin=true
| Abweisende (fußgesteuerte) Schleife | Wiederholungsstruktur mit nachfolgender Bedingungsprüfung für den Abbruch (loop). Schleifenanweisung: loop Abbruchanweisung: automatisch, wenn nachfolgende Bedingungsprüfung der Expression = falsch Der Schleifenkörper (Anweisungsblock 1) wird mindestens einmal durchlaufen, auch wenn die Bedingung von Anfang an nicht zutreffend (falsch) war. Alternative Begriffe: Wiederholung mit nachfolgender Bedingungsprüfung, Nicht abweisende/nachprüfende/fußgesteuerte Schleife. |

#### Sonderfall: Begin=End=true
| Endlosschleife | Wiederholungsstruktur, die allenfalls durch eine Abbruchanweisung (break) verlassen werden kann. Schleifenanweisung: while(true) Abbruchanweisung: break Alternative Begriffe: Wiederholung ohne Bedingungsprüfung, Endlosschleife. |

### Break
| Aussprung | Der Aussprung (break; auch Exit genannt) stellt die Beendigung eines Programmteils dar. Er sollte nicht mit der unbedingten Sprunganweisung (goto) verwechselt werden, die Nassi und Shneiderman mit den Struktogrammen vermeiden wollten. Alternative Begriffe: Abbruchanweisung, Aussprung. |

### Blockaufruf
| Aufruf | Symbol für den Aufruf eines Unterprogramms bzw. einer Prozedur, Funktion oder Methode. Nach deren Durchlauf wird zu der aufrufenden Stelle zurückgesprungen und der nächstfolgende Strukturblock durchlaufen. Dieses Symbol ist nicht genormt. |

### Parallel-Processing Symbol
|  | Symbol für den nebenläufigen Ablauf von mehreren Blöcken. |

## Füllregeln

### Allgemeingültigkeit
Struktogramme sollten keine programmiersprachenspezifische Befehlssyntax enthalten. Sie müssen so programmiersprachenunabhängig formuliert werden, dass die dargestellte Logik einfach zu verstehen und als Codiervorschrift in jede beliebige Programmiersprache umzusetzen ist.

### Deklaration
Weil sie ursprünglich für prozedurale Programmiersprachen entwickelt wurden, bildete man in Struktogrammen nur die Prozedur und keine Deklarationsbereiche von Variablen und Konstanten ab (einfaches Struktogramm). Dadurch ist jedoch nicht sofort deutlich, welcher Datentyp einer Variablen zugeordnet werden muss. Die Deklaration von Variablen und Konstanten ist im ersten Anweisungsblock vorzunehmen. Diese Nassi-Shneiderman-Diagramme bezeichnet man dann als erweiterte Struktogramme.

### Exklusivität
Jede Anweisung erhält einen eigenen Strukturblock (Sinnbilder nach DIN 66261). Selbst mehrere Anweisungen gleicher oder ähnlicher Art dürfen nicht in einem Strukturblock zusammengefasst werden.
Jede Anweisung muss mindestens aus einer Zuweisung bestehen (beispielsweise Zielvariable ← Zielvariable * AndereVariable). Eine Zuweisung wird durch einen nach links gerichteten Pfeil dargestellt. Ältere Struktogramme benutzen alternativ aus alten Pascal-Zeiten als Zuweisungszeichen den Doppelpunkt gefolgt vom Gleichheitszeichen (Zielvariable := Zielvariable * AndereVariable). Das Ziel einer Anweisung steht immer links vom Zuweisungszeichen. Rechts davon steht die Quelle.
Über jedes Struktogramm gehört ein Name, um die Identifikation durch Ereignis- oder (Unter-)Programmaufrufe gewährleisten zu können.

## Praxisrelevanz
In der Softwareentwicklung werden Nassi-Shneiderman-Diagramme heute selten eingesetzt. Dort werden vorrangig erweiterte Programmablaufpläne (Aktivitätsdiagramme der UML) verwendet.
Im Informatik-Unterricht der Sekundarstufe II werden Struktogramme verwendet, damit Schüler den Aufbau logischer Abläufe, die für die Programmierung nötig sind, trainieren können. Die Erstellung von Struktogrammen aufgrund von Beschreibungen betrieblicher Problemstellungen, die wegen wiederkehrender gleicher Vorgehensweise automatisiert werden können, ist immer noch Bestandteil vieler schulischer Abschlussprüfungen.
In der Entwicklungsumgebung EasyCODE wird direkt anhand von Nassi-Shneiderman-Diagrammen der Programmfluss festgelegt.
Nassi-Shneiderman-Diagramme können auch in technischer Dokumentation eingesetzt werden.
Die Programmiersprache Scratch stellt Programme visuell als Struktogramme dar.

## Beispieldiagramme

### Einfaches Struktogramm
Das folgende Beispiel zeigt den Ablauf des euklidischen Algorithmus zur Berechnung des größten gemeinsamen Teilers zweier Zahlen.
| als Nassi-Shneiderman-Diagramm …           | … und in Python:                                                                                       |
| ------------------------------------------ | --- |
| Beispiel eines Nassi-Shneiderman Diagramms | def GGT(a, b): while a > 0 and b > 0: if a > b: a -= b else: b -= a if b == 0: return a else: return b |

### Erweitertes Struktogramm
als Nassi-Shneiderman-Diagramm …
… und die Umsetzung in VBA:
```
  
Option
 
Explicit

  
Private
 
Sub
 
btnZensur_Click
()

    
Dim
 
intZensur
 
As
 
Integer
,
 
strZensur
 
As
 
String

    
intZensur
 
=
 
InputBox
(
"Geben Sie die Zensur als Zahl ein."
)

    
Select
 
Case
 
intZensur

       
Case
 
1
:
 
strZensur
 
=
 
"sehr gut"

       
Case
 
2
:
 
strZensur
 
=
 
"gut"

       
Case
 
3
:
 
strZensur
 
=
 
"befriedigend"

       
Case
 
4
:
 
strZensur
 
=
 
"ausreichend"

       
Case
 
5
:
 
strZensur
 
=
 
"mangelhaft"

       
Case
 
6
:
 
strZensur
 
=
 
"ungenügend"

       
Case
 
Else
:
 
strZensur
 
=
 
"ungültig"

    
End
 
Select

    
MsgBox
 
"Ihre eingegebene Zensur in Worten: "
 
&
 
strZensur

  
End
 
Sub

```

## Freie Struktogramm-Editoren
- Struktog.: Struktogrammeditor - Lehrstuhl für Didaktik der Informatik der TU Dresden (DDI)[3]
- sbide: Javascript-basierter Struktogrammeditor mit C-Code-Generierung und Simulator zur Visualisierung des Programmablaufs[4]
- Structorizer: Open-source Struktogramm-Editor für Windows/Linux/Mac[5]
- Struktograf[6]
- Struktogrammer[7]
- Struktogrammeditor (whiledo)[8]
- Hamster-Struktogrammeditor (HaSE): Ergänzung zum Hamster-Simulator des Java-Hamster-Modells.[9]